# Gloria Stálina
Gloria Stálina (Ciudad de México, 21 de enero de 1987) es una actriz mexicana.

## Biografía
Gloria Stálina es una actriz mexicana,  que ha estado en el mundo del espectáculo desde muy pequeña, comenzando su carrera artística con 9 años a través del cortometraje El paraíso en el año 1996.
Se preparó en el mundo de la actuación en la Academia Patricia Reyes, Argos Casa Azul y TV Azteca cefat. Cabe destacar, que Casa Azul fue su primera escuela y su madrina, Ana Celia Urquidi, una de las primeras personas que apoyaron la carrera profesional de Gloria.  
Destaca su participación en el mundo cinematográfico en el cual ha realizado aproximadamente siete películas, entre las que destacan: Manos libres (2003), Curandero (2004) y Motocross (2005).
En 2006, la vida le llevó a la televisión. Le gustaría regresar a las filas del cine sin dejar la tele y el teatro, ya que le gusta ser una actriz multifacética, manteniéndose siempre en busca de nuevos retos y desafíos, realizando papeles cuyos personajes distan mucho de su personalidad.
Inició las telenovelas en Telemundo a través de la televisora “Argos”. De este modo, participó en dos: Decisiones (2006) y Marina (2007).
En 2008, realizó un cambio de cadena. En concreto, decidió seguir su trayectoria profesional en TV Azteca. En este año,  hizo la telenovela" Vivir por ti" " Vivir sin ti" donde era protagonista juvenil y en 2009 "Contrato de amor". Asimismo, se ha dado a conocer en mayor medida a través de la telenovela Cielo Rojo en el año 2011 donde interpretó el personaje de Rosa Trejo, hija de Bernando Trejo e íntima amiga de su protagonista juvenil Daniela Encinas Durán. 
En 2012, obtuvo un papel antagónico en la telenovela Quererte Así producida por Rafael Urióstegui, una historia original de Eric Vonn y cuyo personaje era Adalina Rivas. Participó en dos telenovelas en el año 2013: Secretos de Familia y Corazón de condominio.
Tuvo un papel protagónico en TV Azteca, con la telenovela UEPA!: Un escenario para Amar (2014-2015) junto a Erick Chapa.
En 2015 trabajó en teatro en corto en El huésped cuya dirección pertenece a Luis Felipe Tovar.
Luego de hacer una pequeña actuación en la serie de Televisa Blue Demon, al lado de Ana Brenda Contreras y Tenoch Huerta, consiguió obtener el personaje de Clara en la serie autobiográfica de Paquita la del Barrio.

## Filmografía

### Telenovelas
| 2019        | La reina soy yo              | Diana                         |
| 2018        | El señor de los cielos 6     | Milena                        |
| 2017        | Paquita la del barrio        | Clara                         |
| 2016        | Blue Demon                   | Fina                          |
| 2014 - 2015 | UEPA! Un escenario para amar | Lourdes Jordán Salazar "Lule" |
| 2013        | Corazón en condominio        | Marisol                       |
| 2013        | Secretos de Familia          | Nicole                        |
| 2012        | Quererte así                 | Adalina Rivas                 |
| 2011        | Cielo rojo                   | Rosa "Rosita" Trejo           |
| 2009        | Contrato de amor             | Soledad }                     |
| 2008        | Vivir sin ti                 | Alejandra Rivas               |
| 2007        | Marina                       | Mayra Jiménez Álvarez         |
| 2006        | Decisiones                   | TBA                           |

### Cine
| Año  | Película                  | Papel                  | Detalles adicionales                                                    |
| 2022 | Mirreyes contra Godinez 2 | Sofi                   |                                                                         |
| 2019 | Mirreyes vs Godinez       | Sofi                   |                                                                         |
| 2004 | Curandero                 | Participación especial | Productora: Luz María Rojas Director: Eduardo Rodríguez                 |
| 2003 | Manos libres              | Aida                   | Coprotagonista, Dirección: Marisa Sistach y José Buil Ríos              |
| 1996 | El paraíso                | María                  | Papel Estelar, Cortometraje. Dirección: Jaime Antonio Aparicio Guerrero |

### Teatro
- "El país de la tristeza". Un final sin historia. Papel: Genio de las aguas- protagónico. Productora: Amparo Cejudo. (1998)
- Teatro en corto "El Huésped" Dirección: Luis Felipe Tovar. (2015)